# 布恰奇區

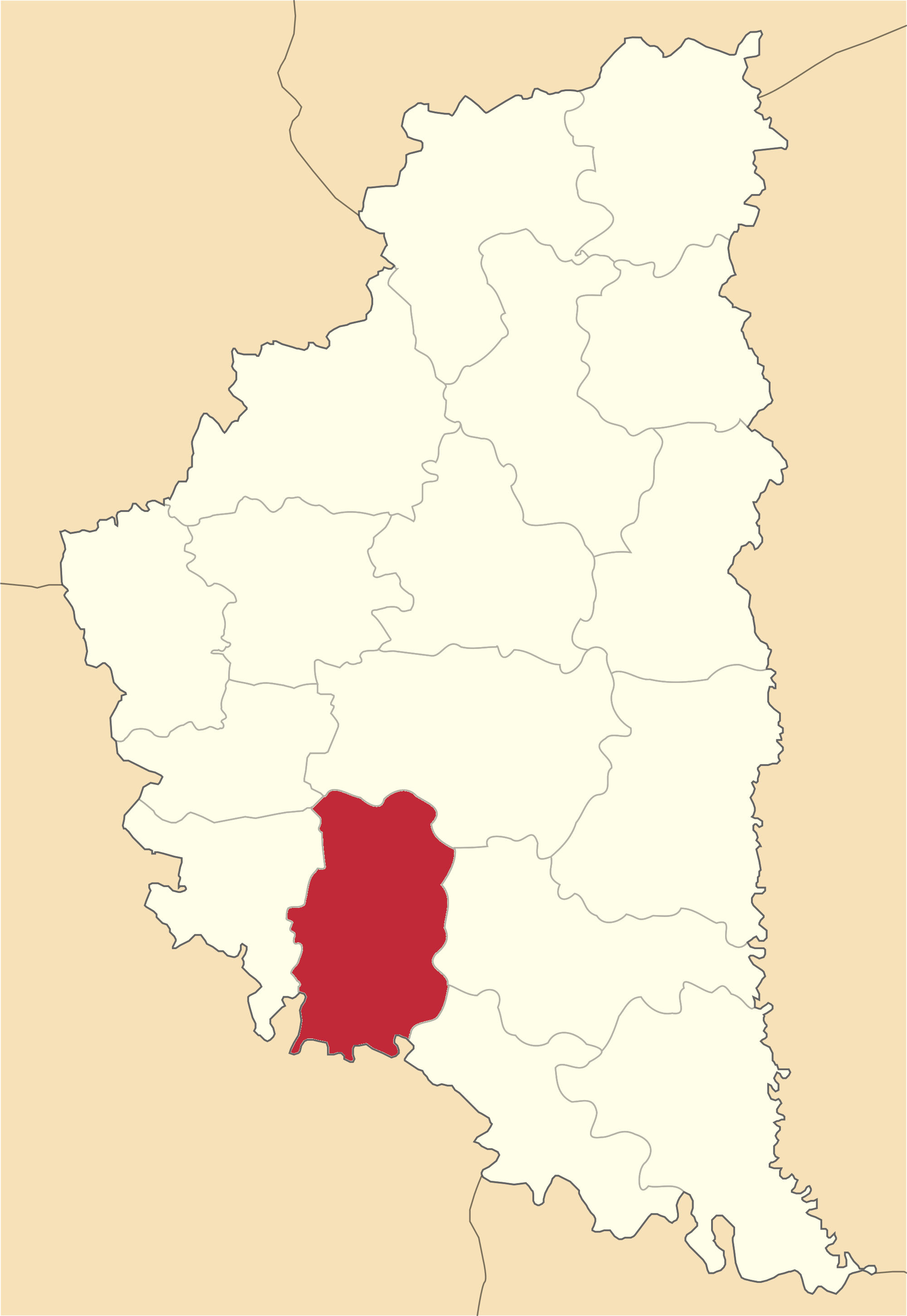

布恰奇區（羅馬化：Buchatskyi raion）是位於烏克蘭西部捷爾諾波爾州的舊區，首府設於布恰奇，並於2020年被撤銷。該區面積802平方公里，2015年人口64,071，人口密度每平方公里80.7人。